# یان-مایکل گمبیل
 یان-مایکل گمبیل (انگلیسی: Jan-Michael Gambill؛ زاده ۳ ژوئن ۱۹۷۷) یک تنیس‌باز اهل ایالات متحده آمریکا است.